# Jeremiah (komiks)

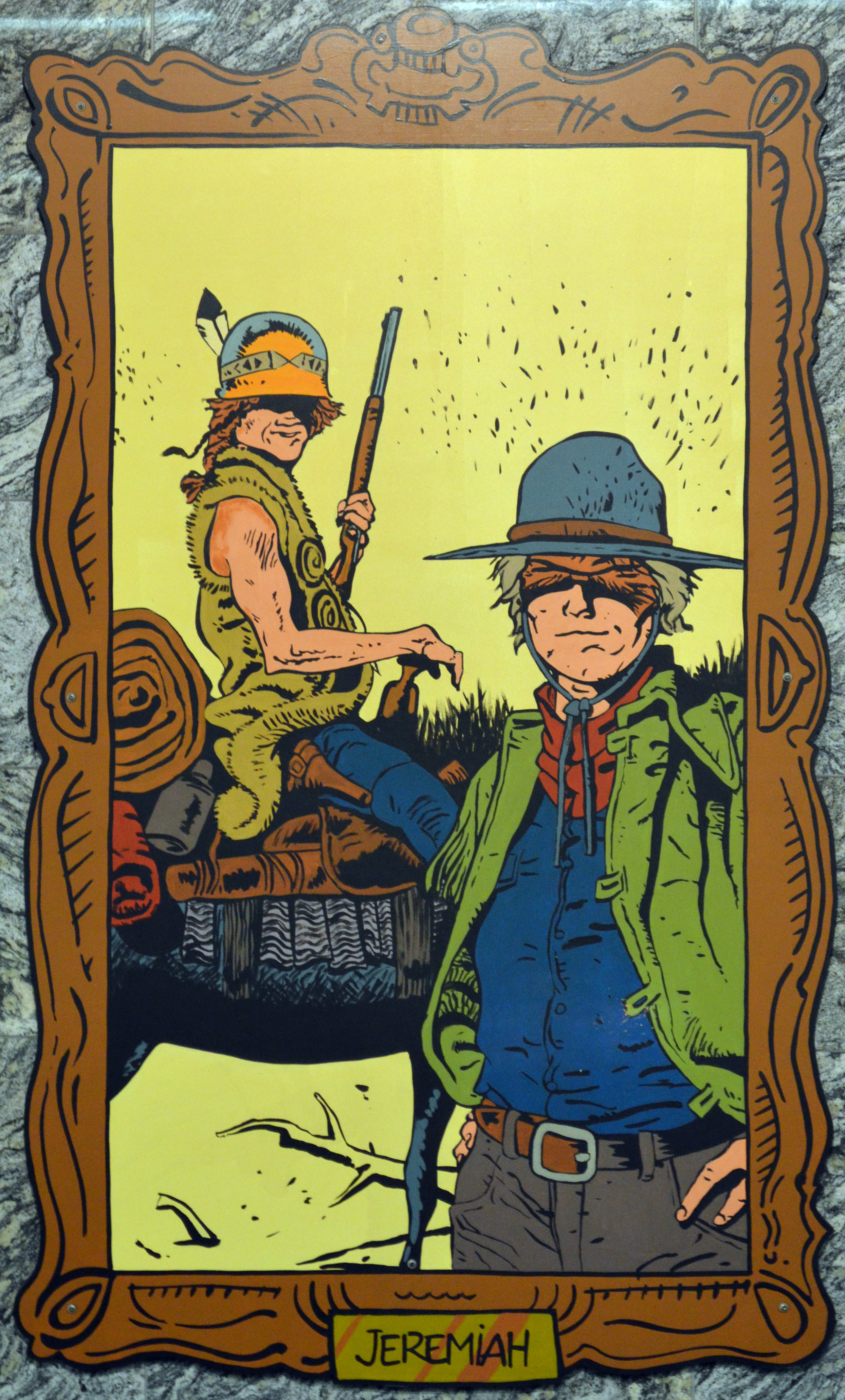

Jeremiah – belgijska seria komiksowa autorstwa Hermanna Huppena, tworzącego jako Hermann, ukazująca się we francuskojęzycznym oryginale od 1979 nakładem wydawnictwa Dupuis. Po polsku w 2002 ukazały się tomy 20. i 22. nakładem wydawnictwa Amber, a w 2014 polską publikację Jeremiaha od tomu 1. rozpoczęło wydawnictwo Elemental. 

## Fabuła
Seria łączy w sobie konwencje postapokaliptycznego fantasy, thrillera i powieści drogi. Każdy tom jest odrębną całością. Akcja rozgrywa się w USA w nieokreślonej przyszłości, po wojnie nuklearnej między białymi a czarnymi, która zniszczyła cywilizację. Po śmierci bliskich młody Jeremiah spotyka awanturnika Kurdy'ego. Mimo różnic charakterów zawiązuje się między nimi przyjaźń. Przemierzają Amerykę, napotykając niebezpiecznych ludzi i wdając się w zagrażające ich życiu sytuacje.

## Tomy
| Tom | Tytuł i rok I wydania polskiego                 | Tytuł i rok I wydania oryginalnego   |
| --- | ----------------------------------------------- | ------------------------------------ |
| 1   | Noc drapieżców (2014)                           | La Nuit des rapaces (1979)           |
| 2   | Usta pełne piasku (2014)                        | Du sable plein les dents (1979)      |
| 3   | Dzicy spadkobiercy (2014)                       | Les Héritiers sauvages (1980)        |
| 4   | Oczy płonące żelazem (2015)                     | Les Yeux de fer rouge (1980)         |
| 5   | Laboratorium wieczności (2015)                  | Un cobaye pour l'éternité (1981)     |
| 6   | Sekta (2015)                                    | La Secte (1982)                      |
| 7   | Afromeryka (2015)                               | Afromerica (1982)                    |
| 8   | Gniewne wody (2015)                             | Les Eaux de colère (1983)            |
| 9   | Zima błazna (2016)                              | Un hiver de clown (1983)             |
| 10  | Bumerang (2016)                                 | Boomerang (1984)                     |
| 11  | Delta (2016)                                    | Delta (1985)                         |
| 12  | Julius i Romea (2016)                           | Julius et Roméa (1986)               |
| 13  | Strike (2017)                                   | Strike (1988)                        |
| 14  | Powrót Simona (2017)                            | Simon est de retour (1989)           |
| 15  | Aleks (2017)                                    | Alex (1990)                          |
| 16  | Czerwona linia (2018)                           | La Ligne rouge (1992)                |
| 17  | Trzy, może cztery motory (2018)                 | Trois motos… ou quatre (1994)        |
| 18  | Ave, Cezar (2019)                               | Ave Caesar (1995)                    |
| 19  | Strefa graniczna (2019)                         | Zone frontière (1996)                |
| 20  | Najemnicy (2002)                                | Mercenaires (1997)                   |
| 21  | Kuzyn Lindford (2020)                           | Le Cousin Lindford (1998)            |
| 22  | Noc na bagnach (2002) / Karabin w wodzie (2020) | Le Fusil dans l'eau (2001)           |
| 23  | Błękitny lis (2021)                             | Qui est Renard Bleu? (2002)          |
| 24  | Ostatni diament (2021)                          | Le Dernier Diamant (2003)            |
| 25  | A jeśli któregoś dnia Ziemia... (2022)          | Et si un jour, la Terre… (2004)      |
| 26  | Port cieni (2023)                               | Un port dans l'ombre (2005)          |
| 27  | Elsie z ulicy (2023)                            | Elsie et la rue (2007)               |
| 28  | Ezra ma się dobrze (2024)                       | Esra va très bien (2008)             |
| 29  | Mały kotek nie żyje (2024)                      | Le petit chat est mort (2010)        |
| 30  | Fifty-fifty (2024)                              | Fifty-Fifty (2011)                   |
| 31  | Koszyk pełen krabów (2025)                      | Le Panier de crabes (2012)           |
| 32  | Kaid (2025)                                     | Le Caïd (2013)                       |
| 33  |                                                 | Un gros chien avec une blonde (2014) |
| 34  |                                                 | Jungle City (2015)                   |
| 35  |                                                 | Kurdy Malloy et Mama Olga (2017)     |
| 36  |                                                 | Et puis merde (2018)                 |
| 37  |                                                 | La bête (2019)                       |
| 38  |                                                 | Tu piges? (2020)                     |
| 39  |                                                 | Rancune (2022)                       |
| 40  |                                                 | Celui qui manque (2023)              |
| 41  |                                                 | Casino céleste (2024)                |
| 42  |                                                 | Les larbins (2025)                   |

## Adaptacja telewizyjna
W latach 2002–2004 w USA wyemitowano serial Jeremiah, będący bardzo swobodną ekranizacją niektórych wątków z komiksu.